# Adèle Foucher

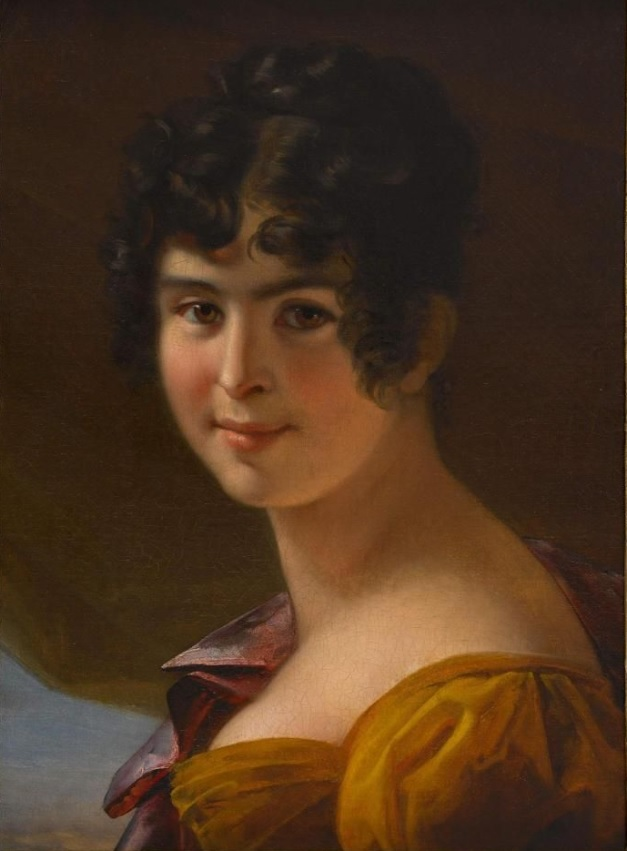
Adèle Foucher im Jahr 1822 gemalt von Julie Hugo

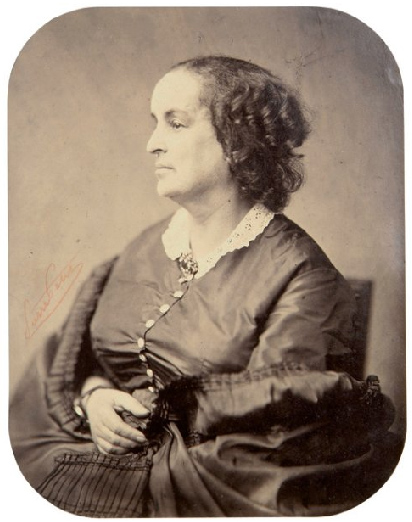
Adèle Foucher um 1860 fotografiert von Pierre Petit.

Adèle Julie Victoire Marie Foucher, auch Adèle Hugo (* 27. September 1803 in Paris; † 27. August 1868 in Brüssel), war die Ehefrau des französischen Schriftstellers Victor Hugo.

## Leben
Adèle Foucher wuchs zusammen mit ihrem Bruder Paul Foucher Anfang des 19. Jahrhunderts in Paris auf. Ihr Vater, der Jurist Pierre Foucher, war eng mit den Eltern Victor Hugos befreundet. So lernten sich Adèle Foucher und Victor Hugo 1809 kennen und verlobten sich 10 Jahre später heimlich. Am 12. Oktober 1822 heiratete das Paar in der Pariser Kirche St-Sulpice gegen den elterlichen Willen.
Das Ehepaar hatte fünf Kinder:
- Léopold Victor Hugo (16. Juli 1823 – 10. Oktober 1823),
- Léopoldine Hugo (28. August 1824 – 4. September 1843),
- Charles Hugo (4. November 1826 – 13. März 1871),
- François-Victor Hugo (28. Oktober 1828 – 26. Dezember 1873),
- Adèle Hugo (24. August 1830 – 21. April 1915).

Nachdem sich ihr Ehemann Victor Hugo mehr und mehr in die Schriftstellerei vertiefte, begann Adèle Foucher eine Beziehung mit einem Freund ihres Mannes, dem Literaturkritiker Charles-Augustin Sainte-Beuve. Victor Hugo seinerseits führte ab 1833 eine außereheliche Beziehung mit der Schauspielerin Juliette Drouet, die insgesamt fünfzig Jahre andauerte – bis zum Tod Drouets. Adèle Foucher freundete sich einige Jahre später ebenfalls mit der Schriftstellerin Léonie d’Aunet, der Frau des Malers François-Auguste Biard, an. Diese war in den Jahren 1843 bis 1850 neben Drouet eine weitere Geliebte Victor Hugos.
Adele Foucher starb nach einem Schlaganfall und wurde in Villequier an der Seite ihrer Tochter Léopoldine beerdigt.